# Catharsius chinai
Catharsius chinai là một loài bọ cánh cứng trong họ Bọ hung (Scarabaeidae).